# Stanîn, Radehiv
Stanîn (în ucraineană Станин, în germană Stanin) este o comună în raionul Radehiv, regiunea Liov, Ucraina, formată numai din satul de reședință. Satul a fost locuit de germanii galițieni.

## Demografie
Componența lingvistică a comunei Stanîn
     Ucraineană (99,82%)
     Alte limbi (0,18%)
Conform recensământului din 2001, majoritatea populației comunei Stanîn era vorbitoare de ucraineană (99,82%), existând în minoritate și vorbitori de alte limbi.